# LIFE IS MOUNTAIN
LIFE IS MOUNTAIN（らいふ・いず・まうんてん）は、2013年9月11日に発売された若旦那の2作目のオリジナルアルバム。発売元はTank Top Records。

## 概要
- 前作「あなたの笑顔は世界で一番美しい」から約2年振りのオリジナルアルバム
- シングル楽曲3曲とアルバムタイトル曲「LIFE IS MOUNTAIN」に加え、ザ・クロマニヨンズの真島昌利が書き下ろした新曲「洗濯日和」、大沢伸一のプロデュース曲「SUITE」、盟友である10-FEETとの共作曲「欲しいものなら」などを収録。さらにボーナストラックとして「LIFE IS MOUNTAIN」のダブボーカルミックスも収録。また前作に比べて、ミクスチャー・ロック調の楽曲が多い。
- DVDにはPV3曲に加え、2012年3月20日に原宿アストロホールで行われたワンマンツアー「"やるなら今" TOUR 2012」の最終公演で披露した「俺が俺が〜世界中が敵になっても〜」、2011年11月5日に日比谷DIANAで行なわれたスペシャルライブの映像、若旦那が母校や渋谷などを巡りながら、曲に込めた想いを熱く語るドキュメンタリー「伝えたい想い」を収録。

## 収録曲

### CD
1. LIFE IS MOUNTAIN
（作詞：若旦那、FLY-T / 作曲：若旦那 / 編曲：松田岳二、橘井健一）
本作のリードトラック曲。アルバムのタイトルにもなっている。
Leyonaがバッキング・ヴォーカルとして参加している。
2. それを幸せと呼ぶ
（作詞：若旦那 / 作曲：若旦那、四月朔日義昭 / 編曲：松田岳二、NARI (SCAFULL KING)、橘井健一）
3. 俺達の青春
（作詞・作曲：若旦那、Yuki Kimura、Mineaki Kawahara / 編曲：松田岳二）
「MISS COLLE 2013 AUTUMN」テーマソング
4. にわか雨ブルース
（作詞・作曲：若旦那 / 編曲：橘井健一）
5. 春一番
（作詞・作曲：穂口雄右 / 編曲：松田岳二、橘井健一）
3rdシングルの2曲目
6. LOVERS feat. 加藤ミリヤ
（作詞・作曲：若旦那、Miliyah / 編曲：若旦那、AILI、橘井健一）
配信シングル
7. ロックスター
（作詞・作曲：若旦那 / 編曲：松田岳二、橘井健一）
8. I don't wanna turn away〜男の十の条件〜
（作詞・作曲：若旦那 / 編曲：松田岳二、橘井健一）
9. 洗濯日和
（作詞・作曲：真島昌利 / 編曲：B-DASH、橘井健一）
ザ・クロマニヨンズの真島昌利が書き下ろした楽曲。
10. 渋谷の恋
（作詞・作曲：若旦那 / 編曲：松田岳二、橘井健一）
11. ひとりぼっち
（作詞・作曲：若旦那 / 編曲：鈴木正人(LITTLE CREATURES)、橘井健一）
12. SUITE
（作詞：若旦那 / 作曲：若旦那、Shinichi Osawa / 編曲：Shinichi Osawa、橘井健一）
大沢伸一のプロデュース楽曲。
13. 欲しいものなら
（作詞・作曲：TAKUMA (10-FEET)、若旦那 / 編曲：10-FEET、橘井健一）
10-FEETとの共作曲。
14. 俺が俺が〜世界中が敵になっても〜
（作詞・作曲：若旦那 / 編曲：橘井健一）
3rdシングルの1曲目
15. LIFE IS MOUNTAIN -Steven Stanley DUB Vocal mix-
（作詞・作曲：若旦那 / 編曲：橘井健一）
ボーナストラック

### DVD
1. 俺が俺が〜世界中が敵になっても〜 Live in Harajuku 2012
2. 守るべきもの Live in Hibiya 2011
3. 伝えたい事がこんなあるのに Live in Hibiya 2011
4. 雨やどり　Live in Hibiya 2011
5. 春一番 Music Video [Band version]
6. LOVERS feat. 加藤ミリヤ Music Video [Live Version]
7. LIFE IS MOUNTAIN Music Video
8. ドキュメンタリー“伝えたい想い”